# Distritos de Ghana

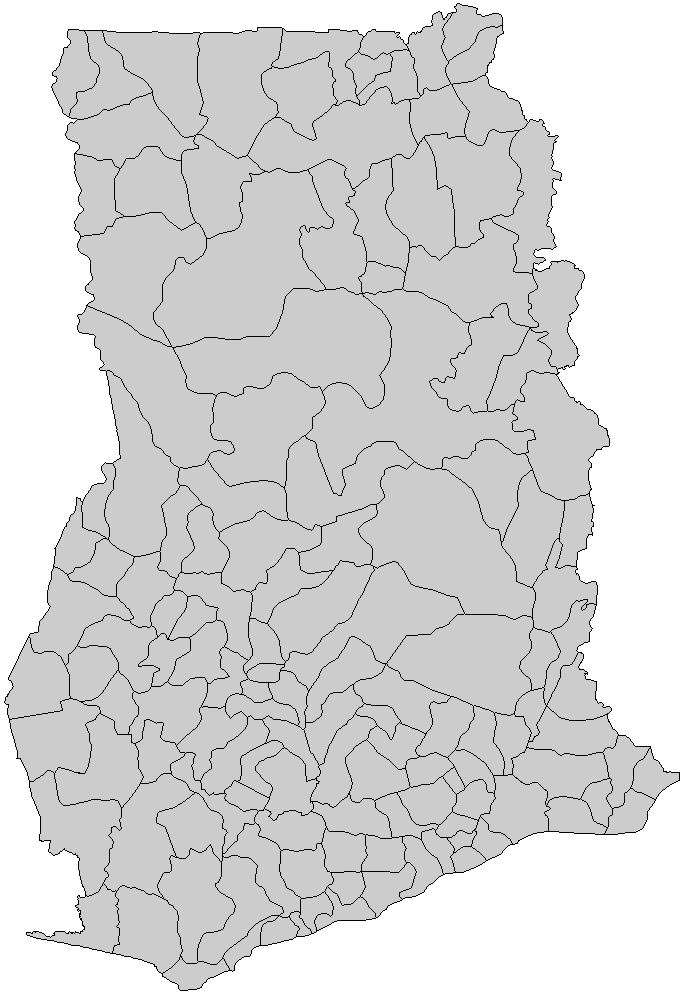
Distritos de Ghana.

Los Distritos de Ghana fueron reorganizados en 1988/1989 en una tentativa de descentralizar el gobierno y para combatir la corrupción galopante entre los altos funcionarios. La reforma de finales de los años 1980 dividieron las regiones de Ghana en 110 distritos, donde las asambleas de distrito locales debería tratar con la administración local. A lo largo de los años, se han ido creando distritos nuevos a través de la división de algunos de los 110 originales 110, de tal forma que en 2012, se alcanzaron los 216 distritos en Ghana.

## Región Ashanti

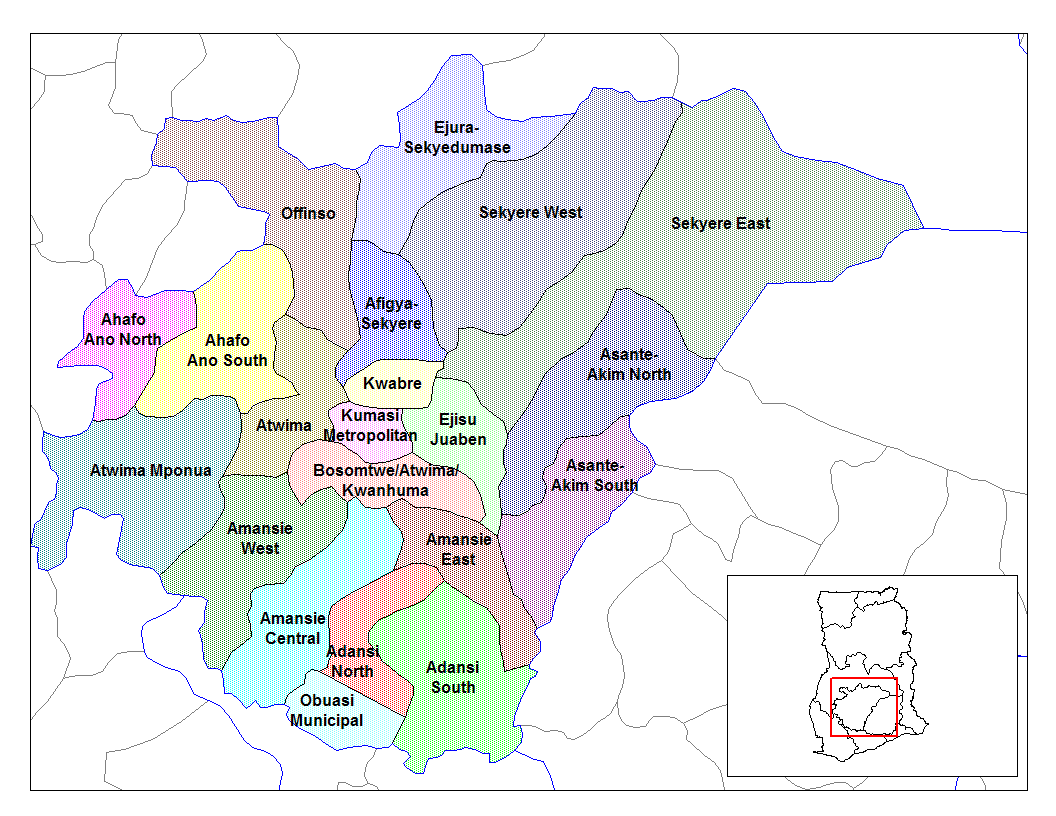
Distritos de Ashanti.

La Región Ashanti de Ghana contienen los siguientes 21 distritos:
- Adansi (distrito)
- Afigya-Sekyere (distrito)
- Ahafo Año (distrito)
- Amansie (distrito)
- Asante Akim (distrito)
- Atwima (distrito)
- Botsomtwe/Atwima/Kwanhuma (distrito)
- Ejisu-Juaben (distrito)
- Ejura/Sekyedumase (distrito)
- Kumasi Metropolitana (distrito)
- Kwabre (distrito)
- Obuasi Municipal (distrito)
- Offinso (distrito)
- Sekyere (distrito)

## Región Brong Ahafo

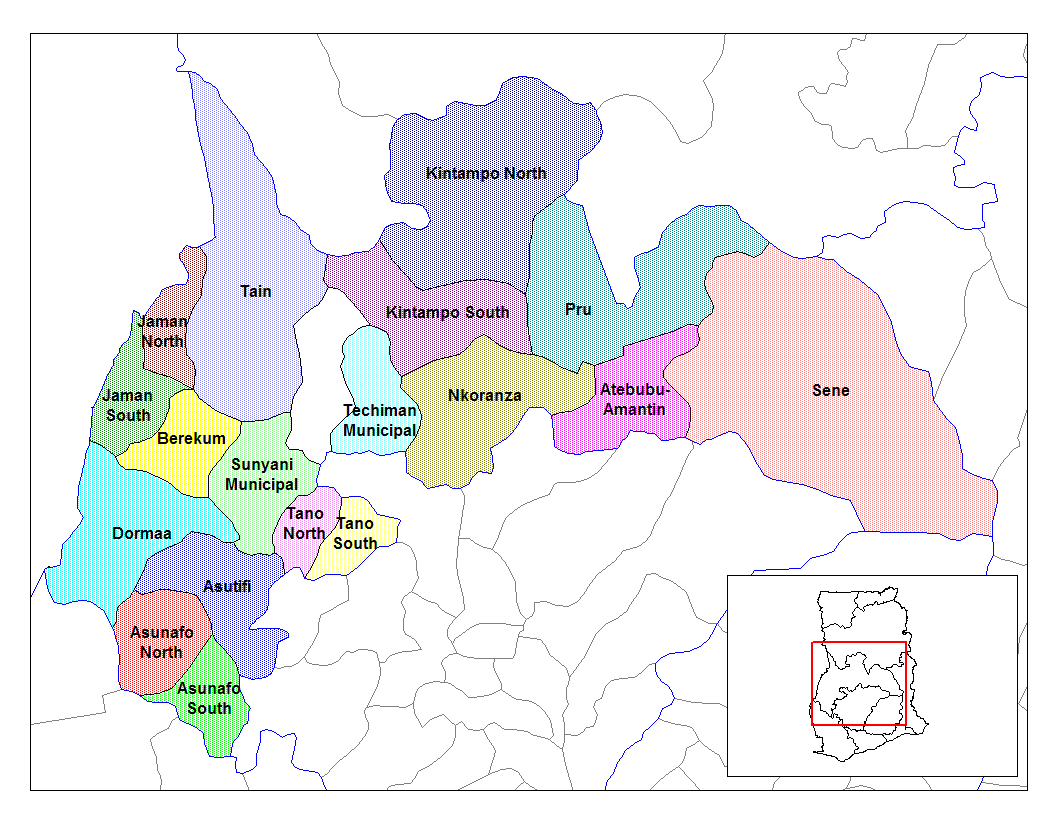
Distritos de Brong Ahafo del Gana.

La Región Brong Ahafo de Ghana contienen los siguientes 19 distritos:
- Asunafo (distrito)
- Asutifi (distrito)
- Atebubu-Amantin (distrito)
- Berekum (distrito)
- Dormaa (distrito)
- Jaman Norte (distrito)
- Jaman Sur (distrito)
- Kintampo Norte (distrito)
- Kintampo Sur (distrito)
- Nkoranza (distrito)
- Pru (distrito)
- Sene (distrito)
- Sunyani (distrito)
- Tain (distrito)
- Tano Norte (distrito)
- Tano Sur (distrito)
- Techiman Municipal (distrito)
- Wenchi (distrito)

## Región Central

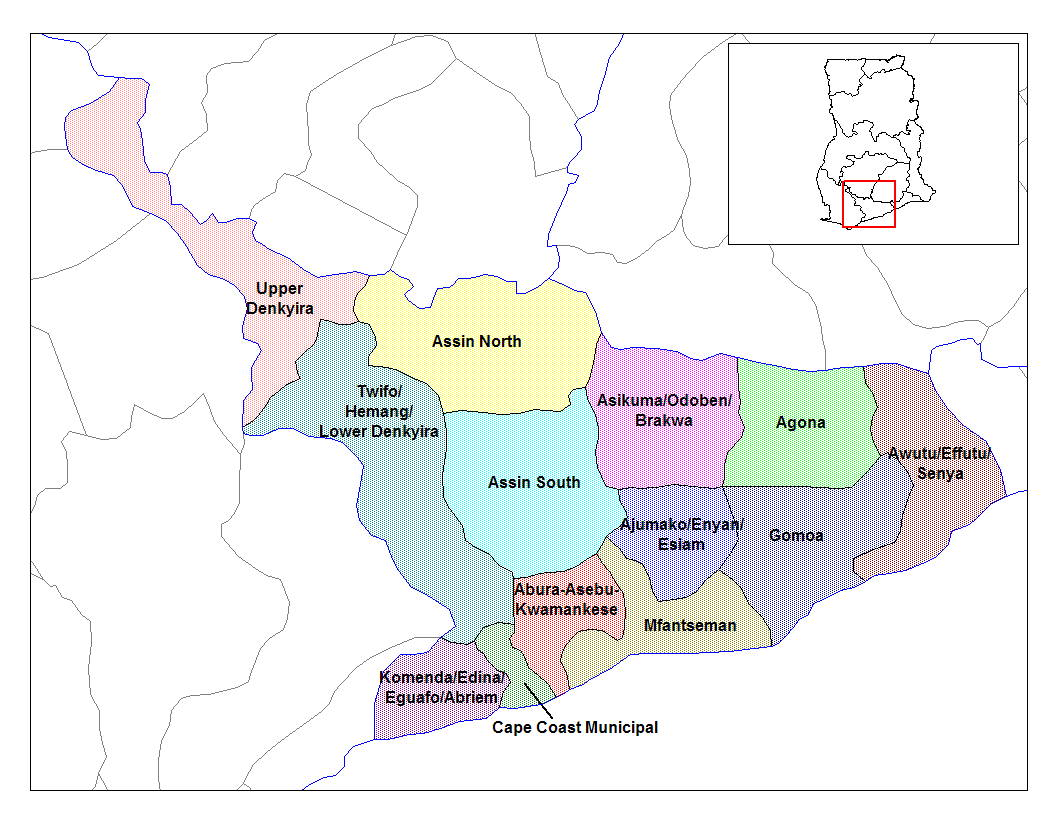
Distritos de la Central del Gana.

La Región Central de Ghana contienen los siguientes 13 distritos:
- Abura/Asebu/Kwamankese (distrito)
- Agona (distrito)
- Ajumako/Enyan/Essiam (distrito)
- Asikuma/Odoben/Brakwa (distrito)
- Assin Norte (distrito)
- Assin Sur (distrito)
- Awutu/Effutu/Senya (distrito)
- Cape Coast Municipal (distrito)
- Gomoa (distrito)
- Komenda/Edina/Eguafo/Abirem (distrito)
- Mfantsiman (distrito)
- Twifo/Heman/Lower Denkyira (distrito)
- Upper Denkyira (distrito)

## Región Oriental

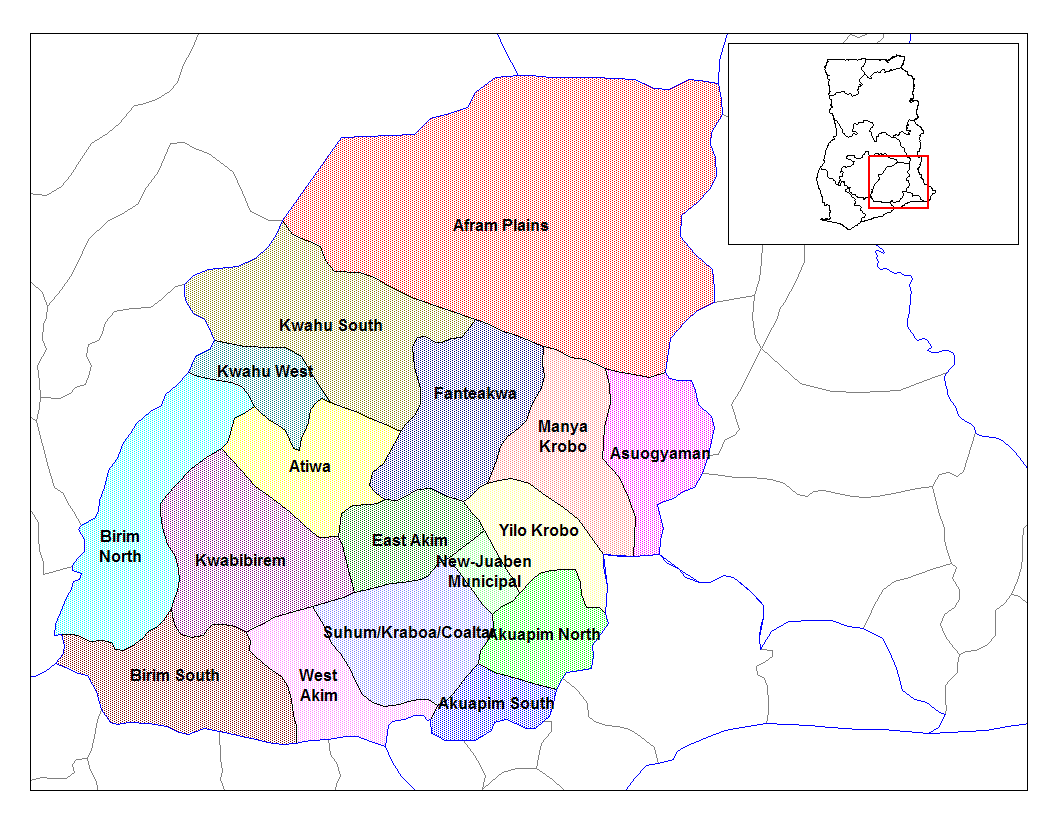
Distritos del Este del Gana.

La Región Oriental de Ghana contienen los siguientes 17 distritos:
- Afram Plains (distrito)
- Akuapim Norte (distrito)
- Akuapim Sur (distrito)
- Asuogyaman (distrito)
- Atiwa (distrito)
- Birim Norte (distrito)
- Birim Sur (distrito)
- East Akim (distrito)
- Fanteakwa (distrito)
- Kwaebibirem (distrito)
- Kwahu Sur (distrito)
- Kwahu Oeste (distrito)
- Manya Krobo (distrito)
- New-Juaben Municipal (distrito)
- Suhum/Kraboa/Coaltar (distrito)
- West Akim (distrito)
- Yilo Krobo (distrito)

## Región Gran Acra

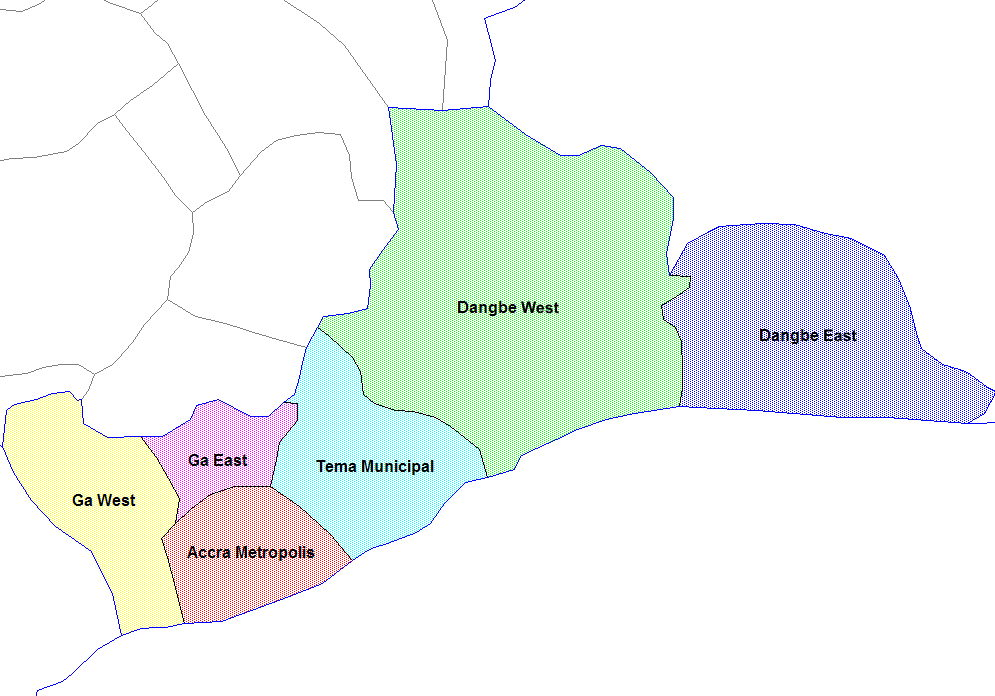
Distritos del Greater Acra del Gana.

La Región Gran Acra de Ghana contienen los siguientes 6 distritoscts:
- Acra Metropolis (distrito)
- Dangme Este (distrito)
- Dangme Oeste (distrito)
- Ga Este (distrito)
- Ga Oeste (distrito)
- Tema Municipal (distrito)

## Región Norte

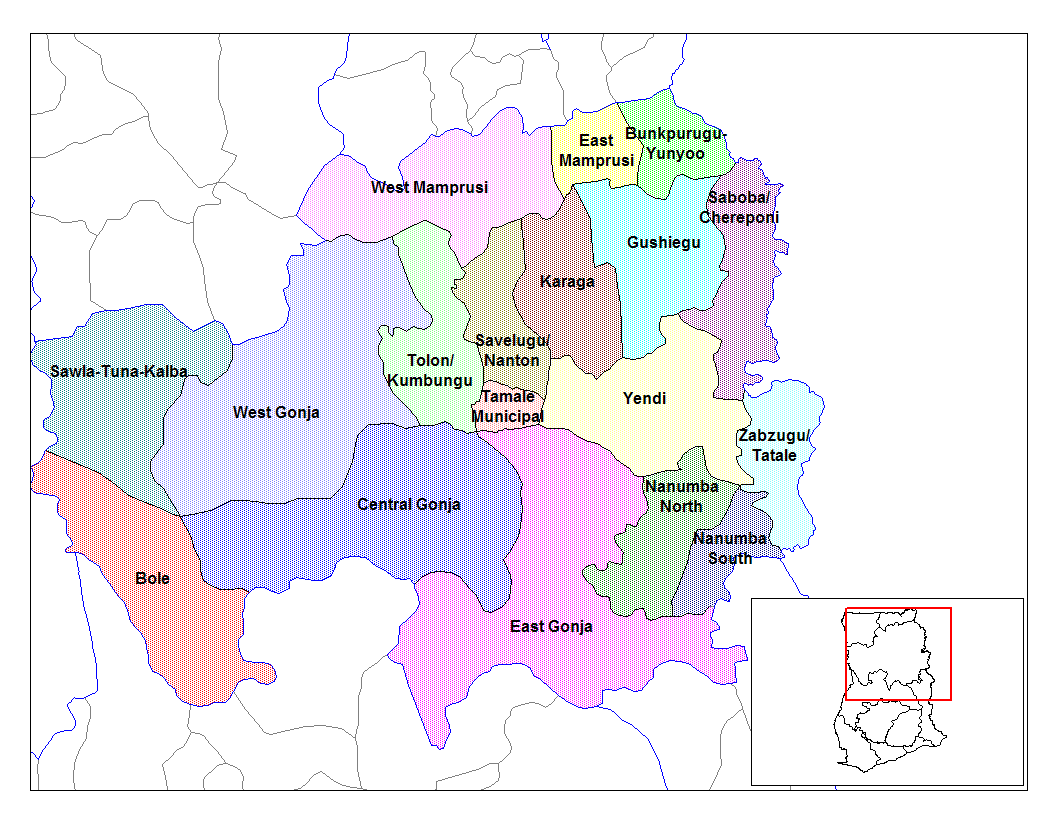
Distritos del Norte del Gana.

La Región Norte de Ghana contienen los siguientes 18 distritos:
- Bole (distrito)
- Bunkpurugu-Yunyoo (distrito)
- Central Gonja (distrito)
- East Gonja (distrito)
- East Mamprusi (distrito)
- Gushiegu (distrito)
- Karaga (distrito)
- Nanumba Norte (distrito)
- Nanumba Sur (distrito)
- Saboba/Chereponi (distrito)
- Savelugu/Nanton (distrito)
- Sawla-Tuna-Kalba (distrito)
- Tamale Municipal (distrito)
- Tolon/Kumbungu (distrito)
- West Gonja (distrito)
- West Mamprusi (distrito)
- Distrito de Yendi
- Distrito de Zabzugu

## Región Alta Oriental

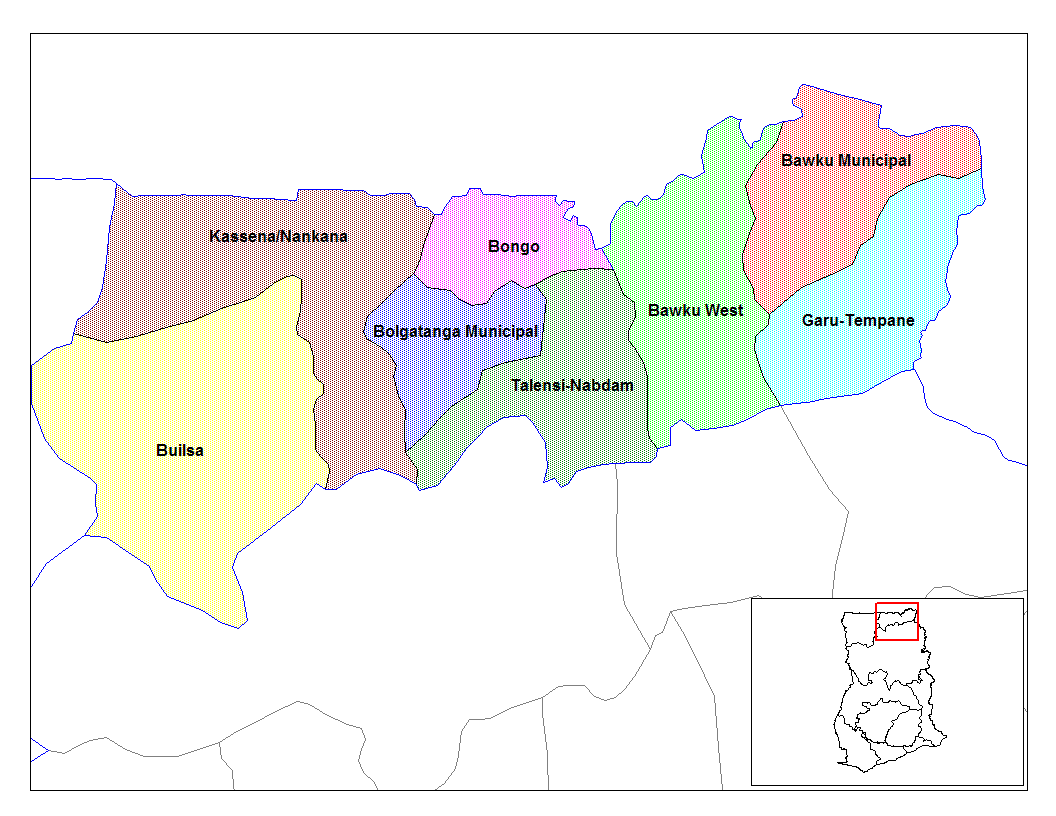
Distritos del Upper East del Gana.

La Región Alta Oriental de Ghana contienen los siguientes 8 distritos:
- Bawku Municipal (distrito)
- Bawku Oeste (distrito)
- Bolgatanga Municipal (distrito)
- Bongo (distrito)
- Builsa (distrito)
- Garu-Tempane (distrito)
- Kassena/Nankana (distrito)
- Talensi-Nabdam (distrito)

## Región Alta Occidental

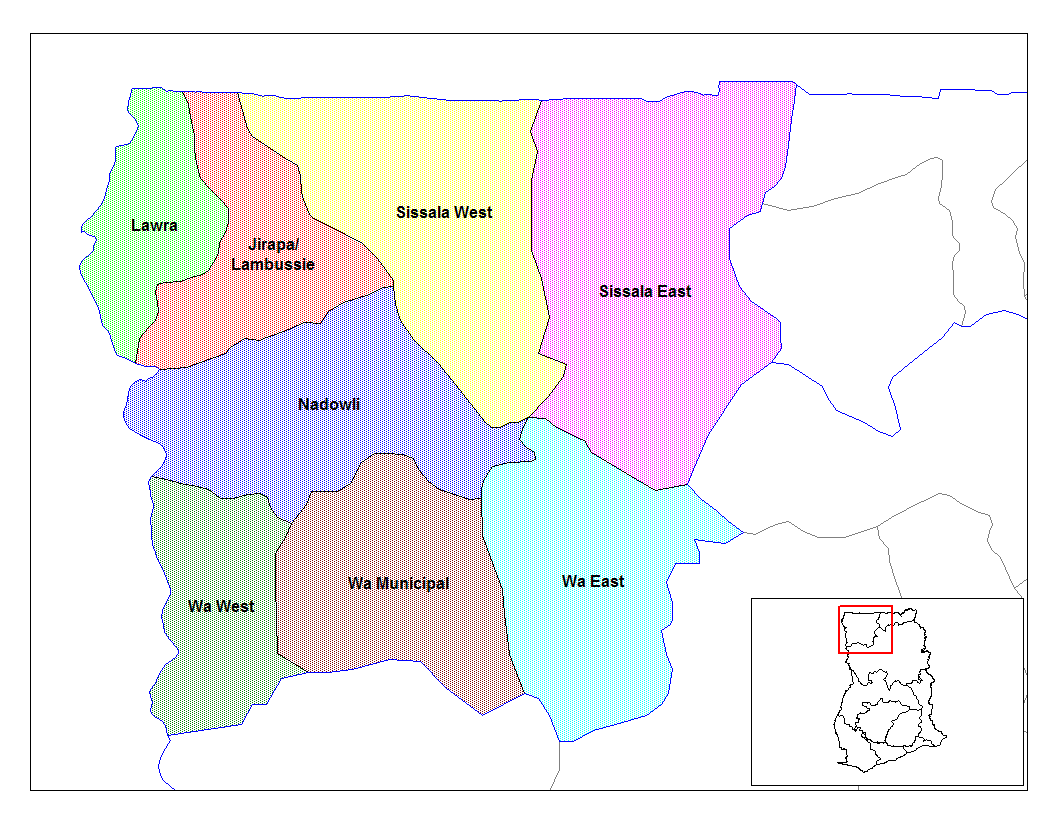
Distritos del Upper West del Gana.

La Región Alta Occidental de Ghana contienen los siguientes 8 distritos:
- Jirapa/Lambussie
- Lawra
- Nadowli
- Sissala Oriental
- Sissala Occidental
- Wa Oriental
- Wa Municipal
- Wa Occidental

## Región del Volta

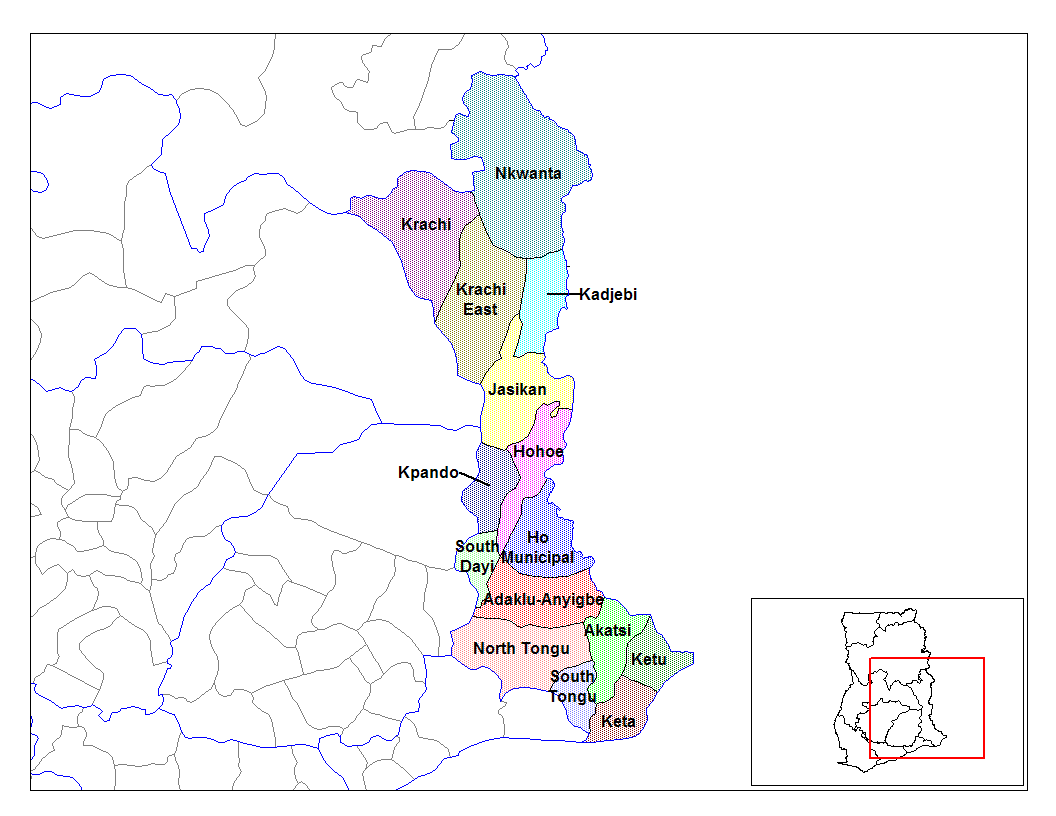
Distritos del Volta.

La Región del Volta de Ghana contienen los siguientes 15 distritos:
- Adaklu-Anyigbe (distrito)
- Akatsi (distrito)
- Ho Municipal (distrito)
- Hohoe (distrito)
- Jasikan (distrito)
- Kadjebi (distrito)
- Keta (distrito)
- Ketu (distrito)
- Kpando (distrito)
- Krachi (distrito)
- Krachi Este (distrito)
- Nkwanta (distrito)
- Tongu Norte (distrito)
- Dayi Sur (distrito)
- Tongu Sur (distrito)

## Región Occidental

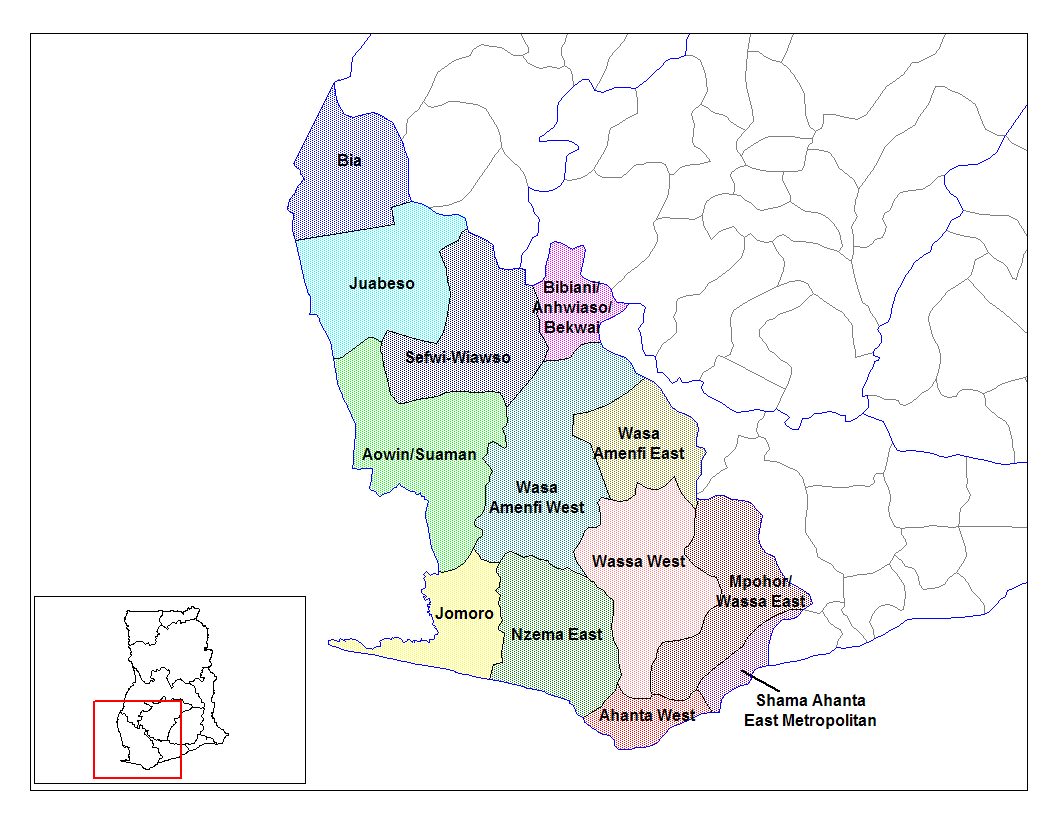
Distritos del Oeste del Gana.

La Región Occidental de Ghana contienen los siguientes 13 distritos:
- Ahanta Oeste (distrito)
- Aowin/Suaman (distrito)
- Bia (distrito)
- Bibiani/Anhwiaso/Bekwai (distrito)
- Jomoro (distrito)
- Juabeso (distrito)
- Mpohor/Wassa Este (distrito)
- Nzema Este (distrito)
- Sefwi-Wiawso (distrito)
- Shama Ahanta Este Metropolitana (distrito)
- Wasa Amenfi Este (distrito)
- Wasa Amenfi Oeste (distrito)
- Wassa Oeste (distrito)